# Lymantica cidariensis
Lymantica cidariensis is een vlinder uit de familie spinneruilen (Erebidae), onderfamilie donsvlinders (Lymantriinae). De wetenschappelijke naam van deze soort is voor het eerst geldig gepubliceerd in 2010 door Kühne.
De soort komt voor in tropisch Afrika.